# Homerland
Homerland (o HOMERLAND), llamado Homerolandia en Hispanoamérica, es el primer episodio de la vigesimoquinta temporada de la serie animada Los Simpson, y el 531 de la misma. Fue escrito por Stephanie Gillis y dirigido por Bob Anderson, y se emitió en Estados Unidos el 29 de septiembre de 2013 por FOX. Las estrellas invitadas fueron Kristen Wiig como Annie Crawford y Kevin Michael Richardson como un agente sin nombre del FBI. En este episodio, Homer vuelve muy cambiado de un viaje de trabajo por lo que Lisa sospecha que podría estar tramando un ataque terrorista.

## Sinopsis
Al comienzo del episodio, se muestra la palabra HOMERLAND, y luego, un video sobre el terrorismo.
Homer asiste a una convención de energía nuclear con Lenny y Carl, donde lo pasa muy bien. Pero, cuando Carl y Lenny regresan, no saben donde se encuentra Homer. Una semana después aparece, aunque, totalmente cambiado: ya no come carne ni bebe cerveza, es menos violento con Bart y satisface mejor a Marge en la cama. Ante este cambio, y al enterarse sobre una amenaza terrorista en Springfield, Lisa comienza a investigar a su papá. Al hacerlo encuentra los planos de la planta nuclear y ve a Homer rezando hacia el este en una alfombra de oración, hecho que la lleva a creer que su padre se habría convertido al islamismo y podría estar tramando un ataque terrorista en la planta.
Lisa llama a una agente del FBI, Annie Crawford, una mujer que se medica debido a su bipolaridad,  para hacer una investigación más profunda, y durante esta, comienza a sentir una ligera atracción hacia el padre de la niña. Un día, Homer va a la planta nuclear con un artefacto desconocido y Lisa lo sigue. Allí, le revela que en la conferencia se hizo amigo de un grupo de hippies, quienes lo hipnotizaron con música de Grateful Dead y lo animaron a llevar una vida más respetuosa con el medio ambiente. Además, se explica que la alfombra de oración de Homer no era más que una estera de comecocos que le habían dado ellos, y que el aparato en cuestión, al ser activado, podría destruir el sistema de aire acondicionado de la planta. Pero antes de que Homer pudiera encenderlo, Crawford lo arresta. Sin embargo, Lisa, ahora orgullosa del plan de su padre, activa el artefacto antes de que el Jefe Wiggum pudiese detenerla.
A pesar de que el dispositivo fue encendido, no ocurre nada, ya que, como confiesa el Sr. Burns, la planta no posee aire acondicionado. Entonces, el dueño de la planta es arrestado por la falta de instalación de un sistema apropiado. En ese momento, Homer comienza a beber cerveza de nuevo, después de tomar una lata que cayó con un paracaídas lanzado por Moe, y así vuelve a ser como siempre. La agente Crawford termina sola por lo cual, toma de nuevo sus medicamentos para la bipolaridad y empieza a ver un mundo muy hermoso a causa de sus pastillas.

### Créditos
Los créditos finales continúan con el mismo gag del sofá: el portero permite el paso a todo Springfield y a los invitados que son, las familias de American Dad!, Bob's Burgers, The Cleveland Show y Padre de familia, mientras que Homer sigue siendo rechazado, y finalmente, es electrocutado por el guardia.